# Loucelles
 Loucelles  es una población y comuna francesa, situada en la región de Baja Normandía, departamento de Calvados, en el distrito de Caen y cantón de Tilly-sur-Seulles.

## Demografía
| 115 | 116 | 116 | 123 | 113 | 137 |
| Para los censos de 1962 a 1999 la población legal corresponde a la población sin duplicidades (Fuente: INSEE [Consultar]) |     |     |     |     |     |